# Зеярете-Бала
Зеярете-Бала (перс. زیارت بالا‎) — село на севере Ирана, в остане Тегеран. Входит в состав шахрестана Демавенд. Является частью дехестана (сельского округа) Джемабруд бахша Меркези.

## География
Село находится в восточной части остана, к югу от автодороги 79, на расстоянии приблизительно 17 километров (по прямой) к юго-востоку от города Демавенд, административного центра шахрестана. Абсолютная высота — 1787 метров над уровнем моря.

## Население
По данным переписи 2006 года население села составляло 97 человек (55 мужчин и 42 женщины). В Зеярете-Бале насчитывалось 45 домохозяйств. Уровень грамотности населения составлял 75,3 %. Уровень грамотности среди мужчин составлял 81,8 %, среди женщин — 66,7 %.
В 2016 году в селе имелось 27 домохозяйств и проживало 60 человек (31 мужчина и 29 женщин).
Среди жителей распространён язык тати.